# Südtirol Arena
De Südtirol Arena  is een biatlonstadion in Antholz in Zuid-Tirol (Italië).

## Geschiedenis
Het in 1969 gebouwde biatlonstadion in het Antholzer dal is sinds de opening in 1971 bijna elk jaar gastheer van een wereldbekerwedstrijd. Antholz organiseerde bovendien grote evenementen als de wereldkampioenschappen biatlon in de jaren 1975, 1976, 1983, 1995, 2007 en 2020 of de wereldkampioenschappen junioren in 1975 en 1983.

## Parcours
Het parcours in het Antholzer dal is het hoogstgelegen biatlonparcours in de wereldbeker en daarmee voor veel atleten de zwaarste. Het parcours bevindt zich op 1600 meter boven zeeniveau.

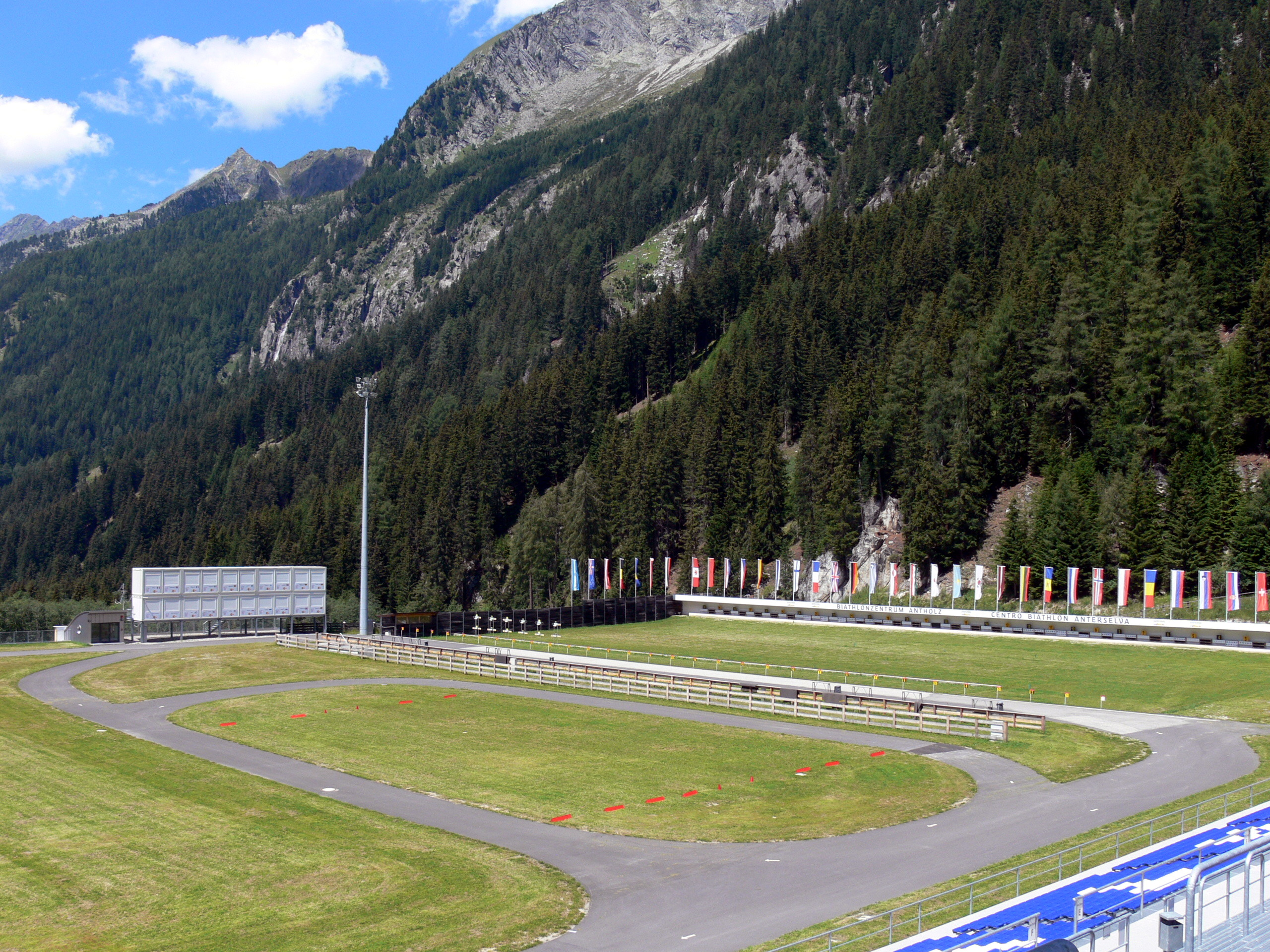
Schietbaan zomer 2007

## Renovatie 2006
Voor de wereldkampioenschappen van 2007 werd het stadion uitvoerig gerenoveerd, de toeschouwerstribunes werden vergroot en er werd een nieuw servicegebouw voor de technische mensen opgebouwd. Als gevolg van deze uitbreiding zijn sinds 2008 de toeschouwers aantallen gegroeid.

## ORA-beker en de Golden Classics
Sinds het jaar 1998 behoort Antholz tot de Ora-beker. Deze beker is door de biatlonplaatsen Oberhof, Ruhpolding en Antholz in het leven geroepen. De totaalwinnaar van de drie wereldbekers krijgt extra prijzengeld. Sinds 2005 wordt dit klassement de Golden Classic genoemd.

## Overig gebruik
In het stadion vinden niet alleen biatlon-, maar ook langlaufwedstrijden plaats. De Italiaanse kampioenschappen voor biatlon, langlaufen en alpineskiën (op een naastgelegen baan) worden in Antholz georganiseerd. Tevens kwam in 2019 een etappe van de Ronde van Italië in dit stadion aan.